# Indicator indicator
El indicador grande (Indicator indicator) es una especie de ave piciforme de la familia Indicatoridae que habita tanto en las selvas como en las sabanas de África subsahariana. 
Su nombre, tanto en español como el científico, hace referencia a su costumbre de guiar a los rateles y los humanos hasta las colonias de abejas, para poder obtener cera y larvas de las que se alimenta, tras el expolio de la miel por parte de los mamíferos.